# Karin Hörzing

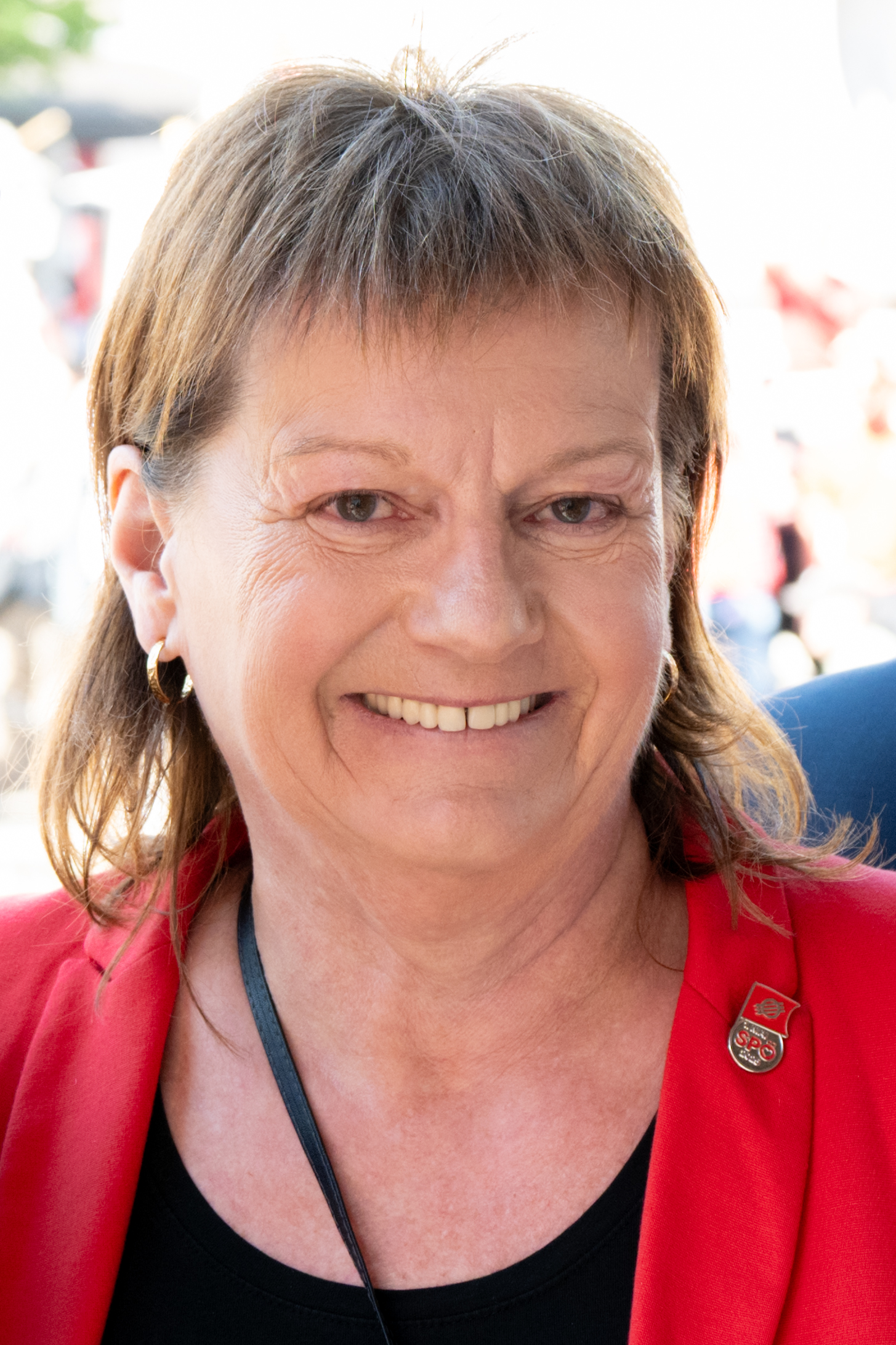
Karin Hörzing (2025)

Karin Hörzing (* 3. September 1963 in Kirchdorf/Krems) ist eine österreichische Politikerin (SPÖ). Vom 2. bis zum 26. September 2024 war sie geschäftsführende Vizebürgermeisterin der Stadt Linz.

## Leben
Karin Hörzing besuchte die Handelsschule und begann, Rechtswissenschaften und Wirtschaftsrecht zu studieren.
Ab 1980 arbeitete sie in der Voestalpine als Sachbearbeiterin in der Qualitätslenkung und war bis 2013 Betriebsrätin. Ihre Arbeitsschwerpunkte dort waren „Arbeitsumfeld/Gesundheit/Soziales“ sowie „Gleichstellung/Vereinbarkeit Familie und Beruf“. Neben dem Arbeitsrecht war ihr die Frauenpolitik ein besonderes Anliegen.
Sie ist verheiratet.

### Kommunalpolitik
Hörzing ist Aufsichtsrätin und Aufsichtsratsvorsitzende in mehreren öffentlichen Linzer Betrieben. Am 19. September 2013 wurde sie vom Gemeinderat zur Stadträtin gewählt. Seit 21. September 2017 ist sie Vizebürgermeisterin für Soziales und Sport. Zu ihrem Ressort gehören gemäß Geschäftseinteilung des Linzer Stadtsenats:
- Soziale Angelegenheiten
- Seniorenbetreuung (inkl. Planung von Seniorenzentren)
- Planung von Kinder- und Jugendspielplätzen
- Angelegenheiten des Sports

Geschäftsführende Vizebürgermeisterin
Im Zuge der LIVA-Affäre (auch bekannt als Brucknerhaus-Affäre) rund um den Linzer Bürgermeister Klaus Luger, der daraufhin seinen Rücktritt verkündete, übernahm Hörzing ab dem 2. September 2024 interimistisch die Amtsgeschäfte von Luger. Bei der darauffolgenden Neuwahl werde Hörzing nicht antreten; nominiert für die Bürgermeisterneuwahl für die SPÖ wurde Stadtrat Dietmar Prammer. Am 26. September 2024 wurde Prammer erster Vizebürgermeister, der damit bis zur Wahl eines neuen Bürgermeisters am 26. Jänner 2025 die Geschäftsführung übernahm.
Im September 2024 folgte sie Klaus Luger als Aufsichtsratsvorsitzende der Linz AG nach, sie wurde befristet bis 30. Jänner 2025 für diese Funktion bestellt.